# Karl Seitz
Karl Josef Seitz (phát âm tiếng Đức: [kaʁl zaɪ̯ʦ] ⓘ; 4 tháng 9 năm 1869 – 3 tháng 2 năm 1950) là chính trị gia người Áo của Đảng Công nhân Dân chủ Xã hội, nghị sĩ Hội đồng Đế quốc, Chủ tịch Hội đồng Quốc gia, Thị trưởng Viên và Tổng thống đầu tiên của Áo.